# Edgerton Highway

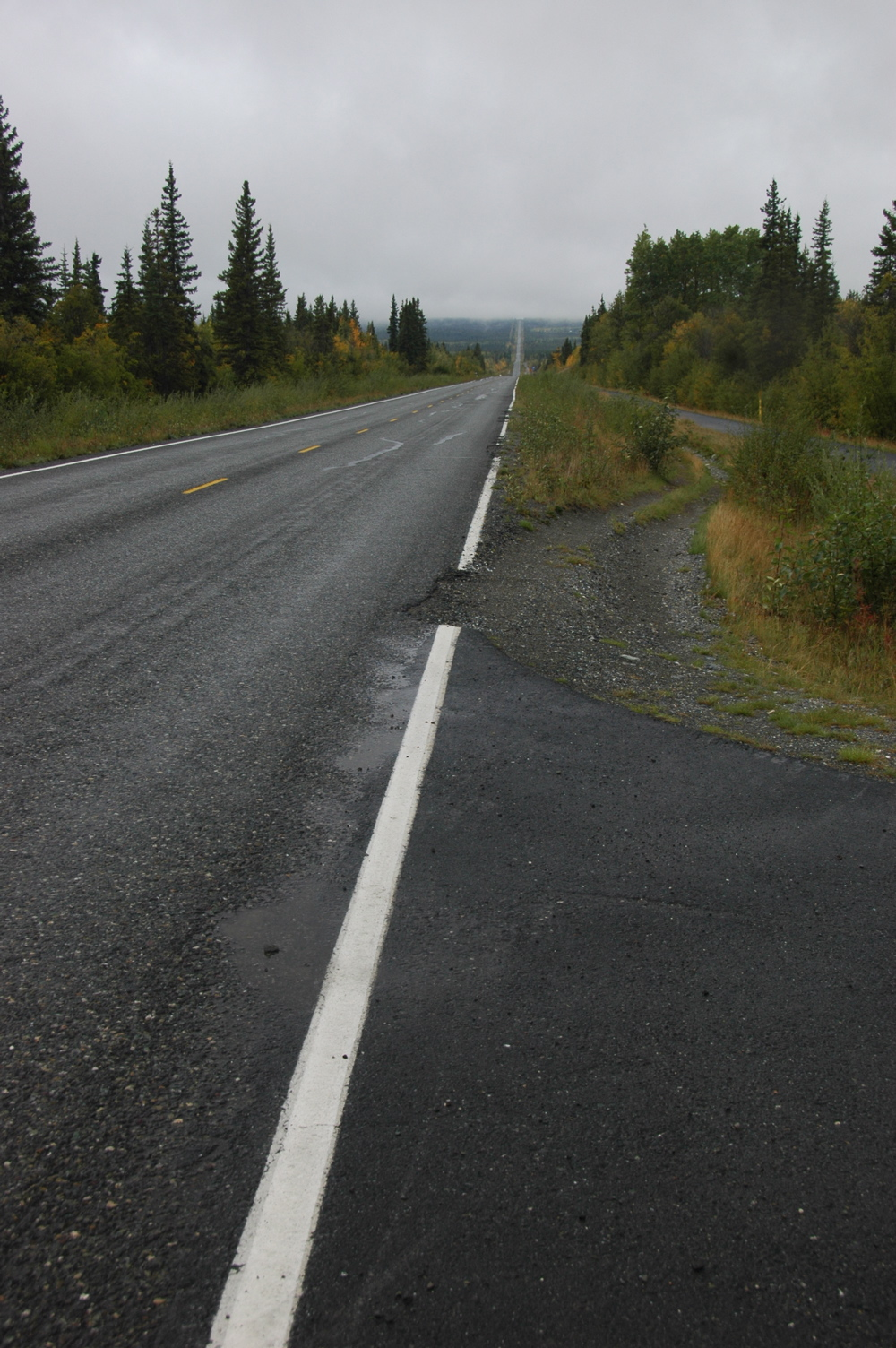
Edgerton Highway

Pour les articles homonymes, voir Edgerton.
l'Edgerton Highway est une route d'Alaska, aux États-Unis, de 55 km, qui va de la Richardson Highway près de Copper Center jusqu'à Chitina. À partir de Chitina, on peut rejoindre le Parc national de Wrangell-St. Elias, par la McCarthy Road sur 94 km de piste.
La route porte le nom du Major-général Glen Edgar Edgerton, membre de l'Alaska Road Commission, qui fut chargée, en 1905 de la création et de l'entretien des routes.
L'Edgerton Highway fait partie de l'Alaska Route 10 ; elle est très empruntée par les pêcheurs de saumon qui se rendent aux alentours de Chitina en été.